# Pichol
Pichol ist im Buch Genesis der Feldhauptmann des Königs Abimelech und Begleiter dieses Königs bei dessen Bundesschlüssen mit den Erzvätern Abraham und Isaak.

## Name
Die Etymologie des Namens Pichol, hebräisch פִּיכֹל Pîḵōl, ist unsicher. Pîḵōl ist die vom Masoretischen Text geforderte Aussprache. Im Samaritanischen Pentateuch wird der Name dagegen als Fī'kal vokalisiert. In den Septuaginta-Handschriften gibt es mehrere Namensvarianten wie Φιχολ Phichol und Φικολ Phikol. Bei Flavius Josephus lautet der Name Φίκολος Phíkolos. Die Vulgata schreibt Fichol. 
Eine Herleitung aus der altägyptischen Sprache wurde mehrfach versucht. So übernahm Martin Noth einen Vorschlag des Ägyptologen Wilhelm Spiegelberg, der Pichol von altägyptisch p3-ḫ3ry „der Syrer“ herleitete. Das ist aber phonetisch und grammatisch schwierig. William F. Albright erwog mit Metathese p3-rkw „der Lykier“. Das wäre denkbar, aber aus sachlichen Gründen unwahrscheinlich: warum sollte ein Feldhauptmann in einer Philisterstadt auf ägyptisch als Lykier bezeichnet worden sein? Manfred Görg schlägt eine Herleitung aus dem altägyptischen p3-kr „Krieger“ vor, sodass es sich um einen Titel im Sinne von „Polizist“ oder „Soldat“ handelt. Eine andere Theorie leitet den Namen aus dem Hurritischen her.
R. A. S. Macalister erwog, dass der Name Pichol aus dem anatolischen Raum stammt, was J. D. Ray für plausibel hielt. Dafür sprechen zahlreiche mit Pik- oder Pig- beginnende Namen in kleinasiatischen Inschriften der klassischen Zeit sowie die häufige Endung von karischen Personennamen auf -oldos oder -ollos. „Der Name *Πικολδος oder *Πιγολλος ist in Anatolien bisher nicht belegt, aber es ist eine plausible Namensbildung.“

## Biblischer Bericht
In der Bibel wird Pichol in zwei Erzählungen erwähnt: In Gen 21,22–34  ist er mit Abimelech am Bundesschluss mit Abraham in Beerscheba beteiligt, in der ähnlichen Erzählung in Gen 26,26–33  schließen Abimelech, Pichol und Ahusat einen Bund mit Isaak.

### Genesis 21,22–34
Der Philisterkönig Abimelech von Gerar bittet Abraham um einen Vertrag bleibender Freundschaft. Dabei handelt es sich nicht um einen Bundesschluss, sondern eine gegenseitige Verpflichtung, die durch einen Eid bekräftigt wird. Pinchol begleitet als Feldhauptmann den König. Er dient einerseits der Demonstration der Überlegenheit gegenüber Abraham, andererseits als Zeuge der Vereinbarung. Diese Erzählung wird unterbrochen vom Bericht über den Streit um den Brunnen (Gen 21,25f.28–32 ). Dieser führt zu einem zweiten Vertrag, bei dem Abimelech Abraham den erhobenen Anspruch auf den Brunnen zusichert. Der Vertragsabschluss findet in Beerscheba statt und soll den Ortsnamen („Brunnen der sieben [Lämmer]“ oder „Brunnen des Schwurs“) erklären. Abimelech und Pichol kehren anschließend ins „Land der Philister“ zurück (Gen 21,32 ). Die Erzählung des Freundschaftsvertrages, der vermutlich in Gerar geschlossen wurde, bildet einen Zusammenhang, der auch ohne den eingeschobenen Brunnenvertrag verständlich ist (Gen 21,22*–24.27 ). Vermutlich schloss sie ursprünglich an Gen 20,1–17a  an. Die Erzählung vom Brunnenvertrag ergänzt den Freundschaftsvertrag und weist eine feste Verankerung in Gen 26,1–33  auf.
Die Nennung Pichols in den Versen 22 und 32 geht nach Meinung von Matthias Köckert auf einen Bearbeiter zurück, der Details aus Gen 26 in Gen 21 einfügte.

### Genesis 26,26–33
Die zweite Erzählung lässt ebenfalls Abimelech und Pichol, dieses Mal in Begleitung von Ahusat, dem Vertrauten des Königs, nach Beerscheba ziehen (Gen 26,26 ). Hier möchten sie mit Isaak einen Friedensvertrag schließen. Es handelt sich hierbei um den ersten förmlichen Friedensschluss in der Vätergeschichte. Dieser wurde geschlossen durch einen von beiden Seiten abgelegten Eid, der mit einem Festmahl verbunden war, bevor sich die Wege der Parteien trennten. Der Erzählung waren Streitereien zwischen den Knechten Isaaks und Abimelechs vorausgegangen, die in einer Vertreibung Isaaks endeten (Gen 26,1–25 ). Auch diese Erzählung erklärt den Ortsnamen Beerscheba, hier jedoch mit Bezugnahme aufs Verb שׁבע šbʿ ausdrücklich als „Schwurbrunnen“ (Gen 26,33 ).
Pichols Anwesenheit wird lediglich in Vers 26 erwähnt.